# Иван Буюклиев
Иван Буюклиев е български славист, професор.

## Биография
Роден е на 14 май 1934 г. в село Самоводене, на около 10 km северно от град Търново. През 1960 г. завършва българска филология в Софийския университет през 1960 г. За отличен успех получава Балановата стипендия, която му позволява да се отдаде на занимания в областта на палеославистиката и старобългаристиката. Специализира старобългарски език и славянска палеография, след което две години работи в отдел „Старопечатни и редки книги и ръкописи“ на Народната библиотека „Кирил и Методий“. През 1966 г. заминава на шестмесечна специализация по славянско езикознание в Прага и Братислава, където негови научни ръководители са Йозеф Курц и Ян Станислав. По покана на Братиславския университет става лектор по български език и литература там. В Братислава защитава на дисертация върху проблемите на старобългарския синтаксис, последвана от защита на докторат по философия.
През 1972 г. започва работа в Софийския университет като асистент. През 1977 г. е избран за доцент по сравнителна граматика на славянските езици и старобългарски език. Тези лекционни курсове дълги години чете и във Висшия педагогически институт в Шумен.
Проявява траен интерес към проблемите на превода не само в научните си търсения, но и с активна преводаческа дейност, а и в дейността му като ръководител на Катедрата по славянско езикознание. Участва в създаването на специалността Словашка филология в Софийския университет. Той е неин първи титуляр с множество научни публикации, включително и кратка описателна граматика на съвременния словашки език.
По покана на ректора на Триесткия университет и на декана на Факултета по литература и философия от 1995 г. продължава академичната си кариера в Триест.
Участва в редица международни конференции и славистични конгреси. С отделни лекции или с цикъл от лекции гостува в университетите в Братислава, Варшава, Краков, Минск, Букурещ, Пиза, Неапол.
Лектор по български език е и в Ленинградския университет и в Университетския институт по ориенталистика в Неапол.
Умира на 27 октомври 2014 година.

## Сътрудничество на Държавна сигурност
През юни 2014 г. Комисията за досиетата обявява, че от 1984 година Иван Буюклиев е секретен сътрудник на Държавна сигурност (ПГУ-ХIV, ПГУ-VIII) с псевдоним Константин. Принадлежността към органите на ДС е установена въз основа на разходни документи, отчетени от ръководил го щатен служител, документи от ръководил го щатен служител, регистрационна бланка, съдържащи се Решение No 2 – 356/ 10.06.2014 г. в дело Ф1, а.е. 6328; рег. дневник; картони – обр. 1 –2 бр. и обр. 3.